# Pyraminx

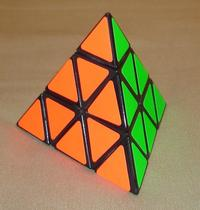
Pyraminx em seu estado resolvido

O Pyraminx ( /ˈpɪrəmɪŋks/) é um quebra-cabeça no formato de um tetraedro regular no estilo do Cubo de Rubik. Ele foi criado e patenteado por Uwe Mèffert depois do cubo de 3 camadas original de Erno Rubik, e introduzido pela Tomy Brinquedos do Japão (na época, a 3ª maior empresa de brinquedos do mundo), em 1981.

## Descrição

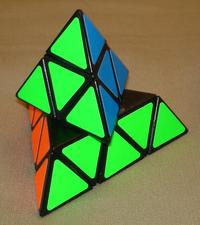
Pyraminx no meio de uma torção

O Pyraminx foi idealizado por Mèffert em 1970. Ele não fez nada com a sua concepção até 1981, quando a levou para Hong Kong para ser produzida. Uwe gosta de dizer que se não fosse por Erno Rubik ter inventado o cubo, seu Pyraminx nunca teria sido produzido.
O Pyraminx é um quebra-cabeça na forma de um tetraedro regular dividido em 4 peças axiais, 6 arestas, e 4 pontas triviais. Ele pode ser torcido ao longo de seus cortes para permutar suas peças. As peças axiais têm forma octaédrica, embora isso não seja imediatamente óbvio, e só podem girar em torno do eixo ao qual estão ligadas. As 6 arestas podem ser permutadas livremente. As pontas triviais são assim chamadas pois elas podem ser torcidas de forma independente de todas as outras peças, tornando-as triviais de serem movidas para a posição resolvida.
Meffert também produz um quebra-cabeça semelhante chamado de Tetraminx, que é o mesmo que o Pyraminx, mas com as pontas triviais removidas, transformando o quebra-cabeça em um tetraedro truncado.

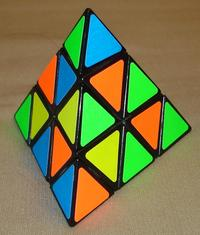
Pyraminx embaralhado

O propósito do Pyraminx é misturar as cores e, em seguida, restaurá-las para sua configuração original.
As 4 pontas triviais podem ser facilmente rodadas para alinhar com suas respectivas peças axiais; e as peças axiais também são facilmente giradas de modo que as suas cores se alinhem umas com as outras. Isso deixa apenas as 6 arestas como o verdadeiro desafio do quebra-cabeça. Elas podem ser resolvidas aplicando repetidamente duas sequências de 4-torções, que são imagens espelhadas uma da outra. Estas sequências permutam 3 arestas de cada vez, e alteram as suas orientações de forma diferente, de modo que uma combinação de ambas as sequências é suficiente para resolver o quebra-cabeça. No entanto, soluções mais eficientes (que requerem um número menor de torções no total) são geralmente disponíveis (veja abaixo).
A torção de qualquer peça axial é independente das outras três, assim como é o caso das pontas. As seis arestas podem ser colocadas em 6!/2 posições e orientadas em 25 maneiras, contando com as paridades. Multiplicando isso pelo fator 38  devido às peças axiais temos 75,582,720 combinações possíveis. No entanto, resolver as peças triviais reduz as possibilidades para 933,120, que também é o número de padrões possíveis no Tetraminx. Resolver as peças axiais reduz o número ainda mais, a apenas 11,520 combinações, tornando este um quebra-cabeça relativamente simples de resolver.

## Soluções ideais
O número máximo de torções necessárias para resolver o Pyraminx é 11. Há 933,120 posições diferentes (desconsiderando a rotação das pontas triviais), um número que é suficientemente pequeno para permitir que um computador busque as melhores soluções. A tabela abaixo resume o resultado de uma busca, informando o número p de posições que requerem n torções para resolver o Pyraminx:
| n | 0 | 1 | 2  | 3   | 4    | 5    | 6     | 7      | 8      | 9      | 10   | 11 |
| p | 1 | 8 | 48 | 288 | 1728 | 9896 | 51808 | 220111 | 480467 | 166276 | 2457 | 32 |

## Recordes

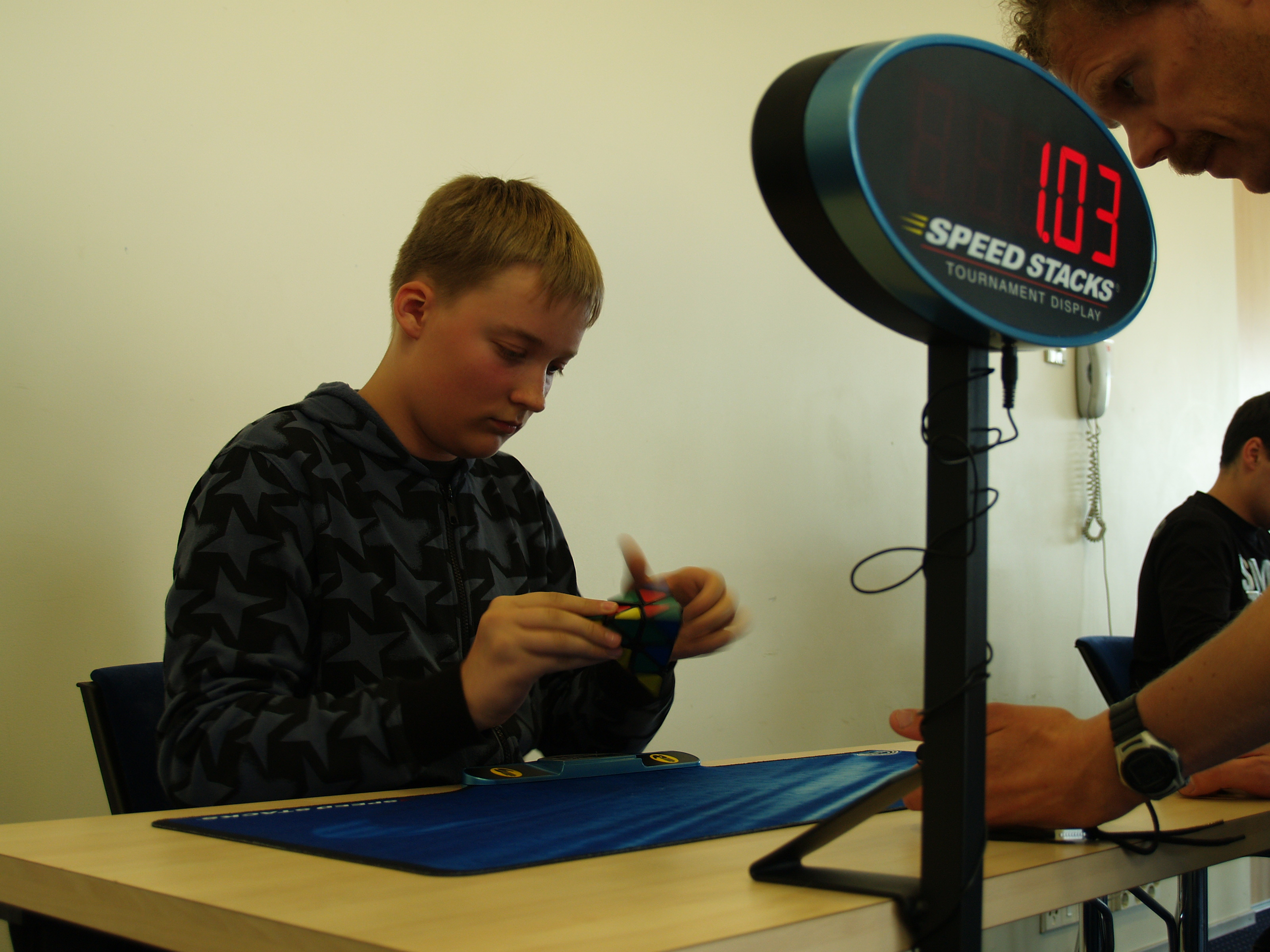
Resolução do Pyraminx em uma competição. Andreas Pung no Estonian Open 2011.

O atual recorde mundial para uma única resolução do Pyraminx é de 0.91 segundos, conseguido por Dominik Górny no Byczy Cube Race 2018. Tymon Kolasiński tem o recorde da maior média de 5 (com as resoluções mais rápida e mais lenta desconsideradas) com 1.86 segundos na Grudziądz Open 2019.

## Métodos
Há muitos métodos para a solução de um Pyraminx. Eles podem ser divididos em dois grupos.
1. V primeiro - Nesses métodos, duas ou três arestas, e não um lado, são resolvidas primeiro. Um conjunto de algoritmos chamado de LL algs (do inglês "last layer algorithms", ou algoritmos da última camada), são usados para resolver o restante do quebra-cabeça.
2. Topo primeiro - Nesses métodos, um bloco em cima, que consiste de três arestas em torno de um canto, é resolvido primeiro e o restante é resolvido usando um conjunto de algoritmos.

##### Métodos comuns de V Primeiro
1. Camada por Camada - Neste método, uma face com todas as arestas orientadas no lugar certo (i.e. uma camada) é resolvida e, em seguida, o restante do quebra-cabeça é resolvido usando 5 algoritmos especiais para este método.
2. L4E - L4E (do inglês "last 4 edges," ou 4 últimas arestas) é muito semelhante ao camada por camada. A única diferença é que duas arestas são resolvidas em torno de três eixos, e o resto é feito por um conjunto de algoritmos.
3. L4E intuitivo - Um método semelhante ao L4E, como o nome sugere, em que muita visualização é necessária. O conjunto de algoritmos mencionados no método anterior não são memorizados. Em vez disso, as pessoas resolvem intuitivamente cada caso, antecipando o movimento das peças. Este é o método mais avançado de V primeiro.

##### Métodos comuns de topo primeiro
1. Um Giro - Este método usa duas arestas em torno de um eixo resolvidas e a terceira borda invertida. Há um total de seis casos após esta etapa, que são resolvidos com algoritmos memorizados. O terceiro passo envolve a utilização de um conjunto comum de algoritmos para todos os métodos de topo primeiro, também chamado de "fechadura da última camada", que envolve 5 algoritmos, quatro deles sendo espelhos uns dos outros.
2. Fechadura - Este método usa duas arestas no lugar certo, em torno de um centro, e a terceira aresta não está nem na posição ou na orientação correta. Os centros da quarta cor, são resolvidos usando a aresta não orientada (chamada de fechadura). O último passo é resolvido com o método da fechadura da última camada.
3. OKA - neste método, uma aresta é orientada em torno de duas arestas no lugar errado, mas uma das arestas que está no lugar errado pertence ao bloco em si. A última aresta é encontrada na camada inferior e um algoritmo simples é executado para colocá-la no lugar certo, seguida pelo buraco da fechadura da última camada.

Profissionais de Pyraminx como Drew Brads normalmente aprendem todos os métodos, e observando um caso, decidem qual o método que melhor se adapta à situação.

## Variações

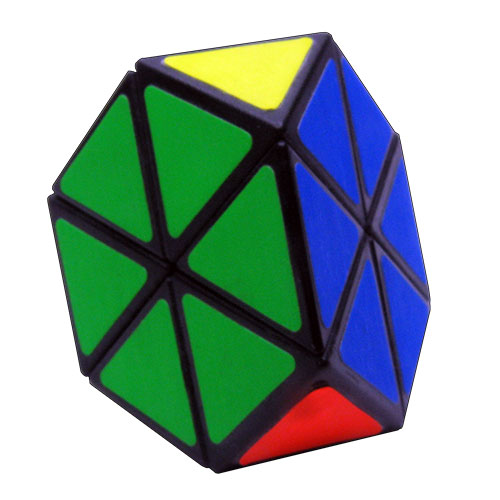
Um resolvidos Tetraminx.

Existem diversas variações deste quebra-cabeça. O mais simples, Tetraminx, é equivalente ao Pyraminx mas sem as pontas (ver foto). Existem também versões "de ordem superior", Master Pyraminx (4x) (ver foto) e o Professor Pyraminx (5x).

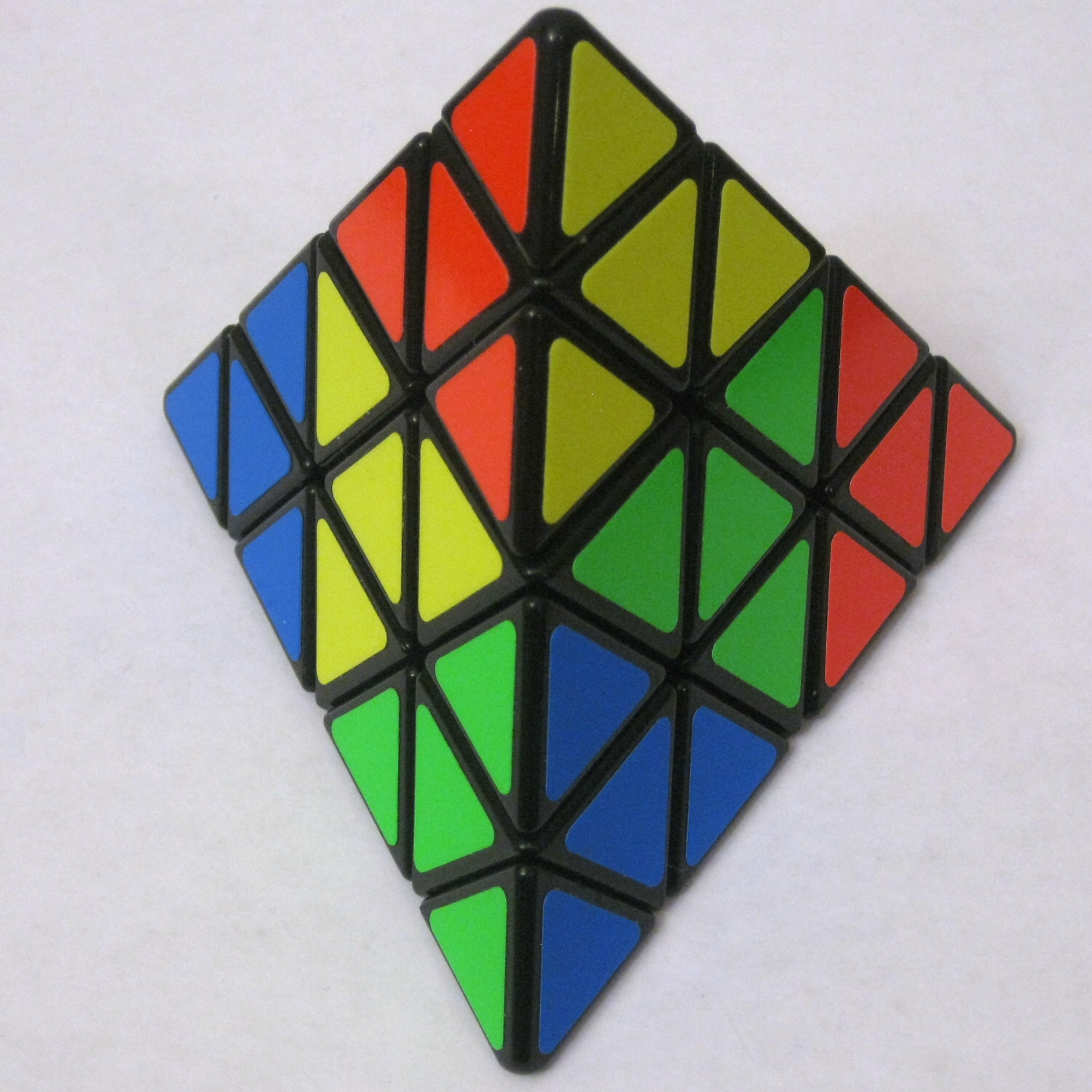
Um Master Pyraminx embaralhado

O Master Pyraminx tem 4 camadas e 16 triângulos-por-face (em comparação com 3 camadas e 9 triângulos-por-face do original). Esta versão tem cerca de 2.17225 × 1017 combinações. O Master Pyraminx tem:
- 4 "pontas" (como o Pyraminx original)
- 4 "meios axiais" (como o Pyraminx original)
- 4 "centros" (semelhante ao Cubo de Rubik, nenhum no Pyraminx original)
- 6 "arestas internas" (semelhante ao Cubo de Rubik, nenhum no Pyraminx original)
- 12 "arestas" (2 vezes a mais do que as 6 do Pyraminx original)

Em resumo, o Master Pyraminx tem 30 peças "manipuláveis". No entanto, como o original, 8 das peças (as pontas e meios axiais) têm posições fixas em relação umas às outras e só podem ser giradas no lugar. Além disso, os 4 centros são fixos e só podem girar (como o Cubo de Rubik). Por isso, são apenas 18 (30-8-4) peças "verdadeiramente móveis". Como este número é 10% menor do que as 20 peças "verdadeiramente móveis" do Cubo de Rubik, não deve ser nenhuma surpresa que o Master Pyraminx tenha cerca de 200 vezes menos combinações que um Cubo de Rubik (cerca de 4.3252 × 1019).